# Дулатов, Миржакип
Миржаки́п (Мыржакы́п, Мир-Яку́б) Дула́тов (каз. Міржақып Дулатұлы / Mırjaqyp Dulatūly; 25 ноября 1885 — 5 октября 1935) — казахский поэт, писатель, журналист, драматург, один из лидеров правительства «Алаш-Орды» и национально-освободительного движения Казахстана. Также известен под псевдонимами Мадия́р, Азама́т, Таймине́р, Тю́рк баласы́ и Аргы́н баласы́.

## Ранние годы
Миржакип Дулатулы родился 25 ноября 1885 года в ауле № 1 Сарыкопинской волости Тургайской области и уезда. Происходит из племени Аргын под рода Мадияр
Мальчик рано лишился матери Дамеш; она умерла, когда ему было всего два года. Отец Дулат умер, когда мальчику было 12 лет. Миржакип окончил начальную школу в ауле. В 1901 году он поступает в Государственное русско-казахское училище, педагогический класс которого окончил в 1902 году, став сельским учителем. Преподавателем казахского языка в этом училище был Ахмет Байтурсынов, с которым в дальнейшем будет неразрывно связана литературная и политическая деятельность Миржакипа Дулатова. В 1904 году в Каркаралы Миржакип познакомился с Алиханом Букейхановым.
В 1907 году Дулатов едет в Санкт-Петербург на Всероссийский съезд кадетов делегатом от казахской партии конституционных демократов. В Петербурге он создаёт журнал «Серке» и в его единственном выпуске публикует поэму «Жастарға» (Молодёжи). Также он пишет статью «Біздің мақсатымыз» (Наша цель) для второго номера журнала, который так и не вышел в свет.

## Политическая и литературная деятельность
Императорским указом от 3 июня 1907 года казахи, как и все коренные народы Сибири и Средней Азии, были лишены права участия в Государственной Думе России. В своей статье «Закон от 3 июня и казахи», Дулатов подверг критике это решение, как несправедливое: «Если при решении казахских вопросов не будут участвовать депутаты от казахов, то как бы ни были эрудированы и красноречивы депутаты, выступающие по этим делам, никакого компетентного решения быть не может», — писал он.
Политическое кредо Дулатова чётко определилось, когда он в 1909 году выпустил свой первый поэтический сборник «Оян, қазақ!» (Проснись, казах!), первое издание которого было выпущено в Уфе типографией «Восточная печать» (Шарк) Товарищества «Каримов, Хусаинов и Ко».
Көзіндi аш, оян, қазақ, көтер басты, 

Өткізбей қараңғыда бекер жасты. 

Жер кеттi, дін нашарлап, хал харам боп, 

Қазағым, ендi жату жарамасты.
Тираж был немедленно конфискован. Переиздать книгу удалось только в 1911 году, когда Дулатов вернулся в Тургай.
В 1910 году Дулатов написал книгу «Бақытсыз Жамал» (Несчастная Жамал), которая по некоторым оценкам является первым романом, написанным на казахском языке. В книге описывается угнетённое и бесправное положение женщин в дореволюционном казахском обществе.
В то же время Дулатов становится одним из лидеров казахского реформизма и национально-освободительного движения. Из-за своих публикаций он попадает под наблюдение полиции и в поле зрения царской охранки. Попав в чёрный список, он долго не может устроиться на работу в городе. А в 1911 году его арестовывают в Семипалатинске за стихотворение «Жумбак», в котором иносказательно осмеял Императора Николая II второго, за то, что то тот распустил Государственную думу. Его приговаривают к двум годам заключения, но потом наказание заменяют на штраф 2 тысячи рублей.
После освобождения Дулатов начинает регулярно печататься в журнале «Айқап» и газете «Қазақ» («Казах»), которую он основал в 1913 году совместно с Ахметом Байтурсыновым, тоже недавно вышедшим из семипалатинской тюрьмы. В своих поэмах и статьях он критикует социально-экономическое и политическое положение казахского народа под гнётом имперской администрации. В 1913 году он публикует патриотическую поэму «Азамат» (Гражданин).
В 1914 году тюрколог Владимир Гордлевский в качестве самых видных представителей казахской литературы выбрал Абая Кунанбаева и Мир-Якуба Дулатова для публикации их произведений в «Восточном сборнике», выпускаемом в честь 70-летия известного востоковеда, академика Н. И. Веселовского.
В 1916 году Дулатов, Байтурсынов и Алихан Букейханов выступили в поддержку царского указа от 25 июня о призыве казахов на тыловые работы:
«Некоторые в степи распространяют о нас провокационные слухи, мы якобы за восстание против царского приказа о мобилизации джигитов. Это клевета. Мы за осуществление приказа царя в жизнь. Об этом мы уже известили всё казахское население. Ежедневно об этом пишем в своей газете. Провокационным слухам не верьте. Мы так никогда не скажем. Байтурсынов, Букейханов, Дулатов»
«Приказ царя должен быть обязательно выполнен. Мы так говорили и будем говорить царю. Честно служить царю — наш долг. Это нужно разъяснить казахскому народу. Мы принимаем все меры, чтобы убедить наш народ в этом. На Актюбинском совещании казаки делились на две группы. Одна группа — это знатные аксакалы, образованная интеллигенция и должностные лица, они за осуществление приказа царя. Вторая группа (против приказа царя) — это неграмотные, несознательные казахские крестьяне» 
Летом 1917 года Миржакип Дулатов становится одним из организаторов Первого всеказахского съезда в Оренбурге, где фактически оформляется первая казахская политическая партия «Алаш», а в декабре, вскоре после Октябрьской революции — Второго общеказахского съезда, который провозглашает Алашскую автономию как часть будущей федеративной России. Дулатов становится членом правительства «Алаш-Орда» под руководством Букейханова и Байтурсынова. Параллельно Дулатов возглавляет комитет помощи голодающим казахам Семиреченской и Сырдарьинской областей, основанный при посредничестве молодёжной организации «Жанар». Вплоть до мая 1919 года «Алаш-Орда»  пыталась вести переговоры как с красными, так и с белыми. Но её не признавали ни те, ни другие. Верховный правитель России Колчак отказался от переговоров, а пришедшие к власти большевики упразднили Автономию в феврале 1920 года. Её лидеры были амнистированы, и, хотя и вошли в местные органы управления, постоянно находились под наблюдением НКВД.
Дулатов вернулся к издательской и педагогической деятельности и с 1922 по 1928 год жил в Оренбурге. В 1928 году Миржакип резко выступил против отмены арабского алфавита. Опасность яналифа он видел в разрыве связи народа с письменной историей. По мнению Дулатова, смена алфавита могла положить начало деградации родного языка и отчуждению народа от собственной истории. Был в неприязненных отношениях с Алиби Джангильдином.

## УбийствоАмангельды Иманова
По словам Дулатова во время допроса, он признал своё участие в Убийстве Амангельды Иманова и Павла Тарана.
«От моральной ответственности за гибель Иманова, Тарана я, конечно, не могу уйти»
«Однажды до нас дошли сведения, что Иманов собирается нас арестовать, что у него на квартире находится разведчик идущего поблизости какого-то отряда со стороны Кустаная. Получив эти сведения, в тот же день арестовали Иманова и находящегося в его квартире неизвестного человека, сами же с частью отряда выехали навстречу якобы идущему в Тургай отряду: слухи оправдались, это оказался партизанский отряд Тарана, а незнакомый человек находившийся у Иманова - сам Таран. С отрядом мы встретились в 30 верстах от Тургая без всякого столкновения, и мы узнали, что его преследует казачий полк. Мы алашординцы обсуждали вопрос о том, как поступить с этим отрядом: если пропустить его в Тургай, боялись Иманова, отряд этот скорее поверит ему, чем нам, и Иманов исполнит свои замыслы, это одно, а с другой стороны - если пропустить его в сторону Чалкара невредимым и без боя, то преследовавший его казачий полк непременно разорит местное население и в первую очередь отомстит нам. Принимая все это во внимание мы решили обезоружить отряд, а людей отпустить, так и сделали. И это вынужденное свое действие тогда же объяснили отряду. Когда вернулись на другой день вечером в Тургай, оказалось, что оставшаяся часть отряда в Тургае, в суматохе казнила Иманова и Тарана»
Красноармейцы из отряда Амангельды - Айса Нурманов, Султан Актамаков, Оспан Касенов, Зафир Садыков, Ахмет Омаров, Сейдахмет Байсеитов - утверждают что Дулатов никуда не уходил при расстреле Амангельды, более того, Дулатов расправился с отрядом Тарана и успел вернуться вернуть в Тургай. То же самое во время допроса утверждает Темиров - управляющий Иргизским съездом, он дал показания Джангильдину ещё в 1919-м. У него тоже Дулатов никуда не уходил при расстреле.

## Арест и заключение
29 декабря 1928 года его арестовали органы НКВД по обвинению в казахском национализме и поместили в кызыл-ординскую тюрьму. В соседних камерах с ним сидели Джусупбек Аймаутов и опять, как и в царское время, Ахмет Байтурсынов. На допросе в 1929 г. в ответ на обвинение в национализме Миржакип отвечал:
«в начале сентября 1920 году приехал в Омск и явился в Губисполком. С этого времени начинается моя беспрерывная работа на платформе Советской власти. Прежде чем перечислить занимаемые мною до сих пор должности и проделанные работы скажу следующее: я написал за своей подписью статью, которая помещена в газете «Кедей», издававшейся тогда в Омске (от 7 ноября 1920 г.), где изложил свой взгляд на Советскую власть и указал ошибки в прошлой нашей деятельности. Это выступление было сделано по своей собственной инициативе, не за страх, а за свою совесть, без всякого принуждения с чьей-либо стороны. Искренность своих слов в дальнейшем я решил подтвердить и доказать на деле. В Омске я прослужил недолго, всего два месяца - инструктором Акмолинского ГуОНО и СибирОНО. В ноябре переехал в Ташкент, где поступил в секретари казах ской газеты «Ак жол». В «Ак жол» работал до мая 1921 года и вполне оправдал оказанное мне доверие, иногда писал передовицы, сейчас не могу перечислить, но хорошо помню, что передовица о конокрадских событиях написано мною».
Дулатов был приговорён к смертной казни через расстрел, но вскоре её заменили на лишение свободы сроком на 10 лет. Тем не менее дочь Дулатова, Гульнар, в своём интервью в 2007 году признала, что её отец  выступал против советской власти.
Он отсидел в Бутырской тюрьме два года, затем был сослан в Соловецкий лагерь особого назначения. К тому времени имя Миржакипа уже было в «Литературной энциклопедии», а также в «Малой советской энциклопедии». Благодаря этому в лагере его узнал учёный и священник Павел Флоренский, который смог устроить его фельдшером в больнице. Мустафа Шокай пытался устроить Дулатову побег из Соловков, когда туда зашло торговое судно из Франции, но арестант отказался, боясь за судьбу семьи. 5 октября 1935 года Миржакип Дулатов скончался в Центральном лазарете Сосновецкого лагеря и был похоронен на вольном кладбище.

## Реабилитация
Дулатов был посмертно реабилитирован в 1988 году. Он был признан пионером современной казахской литературы и одним из лидеров национально-освободительного движения. Инициатором реабилитации стала его дочь Гульнар (1915—2013), врач по профессии. Гульнар Дулатова также была инициатором реабилитации других деятелей «Алаш-Орды», таких как Ахмет Байтурсынов и Алихан Букейханов.
Однако согласно другим источникам, фактическая его реабилитация состоялась лишь в апреле-мае 2004 года, когда прокуратурой г. Алматы по заявлению внучатого племянника Дулатова было истребовано из архива ДКНБ по г. Алматы уголовное дело в отношении Миржакипа (Мир-Якуба) Дулатова по обвинению по ст. 58-2 УК РСФСР. В 2004 году прокуратурой г. Алматы родственникам была выдана официальная справка о реабилитации Дулатова в соответствии со ст. 14 Закона Республики Казахстан «О реабилитации жертв массовых политических репрессий».
В 1990 году Правительством Карельской АССР была создана специальная комиссия, которая идентифицировала останки Миржакипа Дулатова на основании свидетельств местных жителей, фактов и документов. В октябре 1992 года останки Миржакипа Дулатова были перевезены на родину и с почестями захоронены в ауле Бидайык Джангельдинского района Тургайской области (ныне входит в состав Костанайской области).

## Память
- Ежегодно Союзом писателей Казахстана присуждается литературная премия им. М. Дулатова.
- С 2003 года Костанайский инженерно-экономический университет носит его имя.
- В 2005 году в Казахском национальном университете им. Аль Фараби в Алма-Ате был открыт памятный барельеф основателям казахской журналистики и печати Алихану Бокейханову, Ахмету Байтурсынову и Миржакипу Дулатову.
- Его именем названы улицы в Алматы, Костанае, Астане и других городах Казахстана.

### Фильмы
- Калила Умаров. «Міржақыптың оралуы» — «Возвращение Мир-Якуба» , Казахтелефильм. 1993. Документальный фильм
- Берик Барысбеков. «Мыржакып Дулатов — мой отец», Казахфильм. 2011. Документальный фильм
- Есжан. «Міржақып. Оян, қазақ! (Миржакып. Проснись, казах!)», Qazaqstan TV. 2022. Телесериал Видео

## Изданные литературные произведения

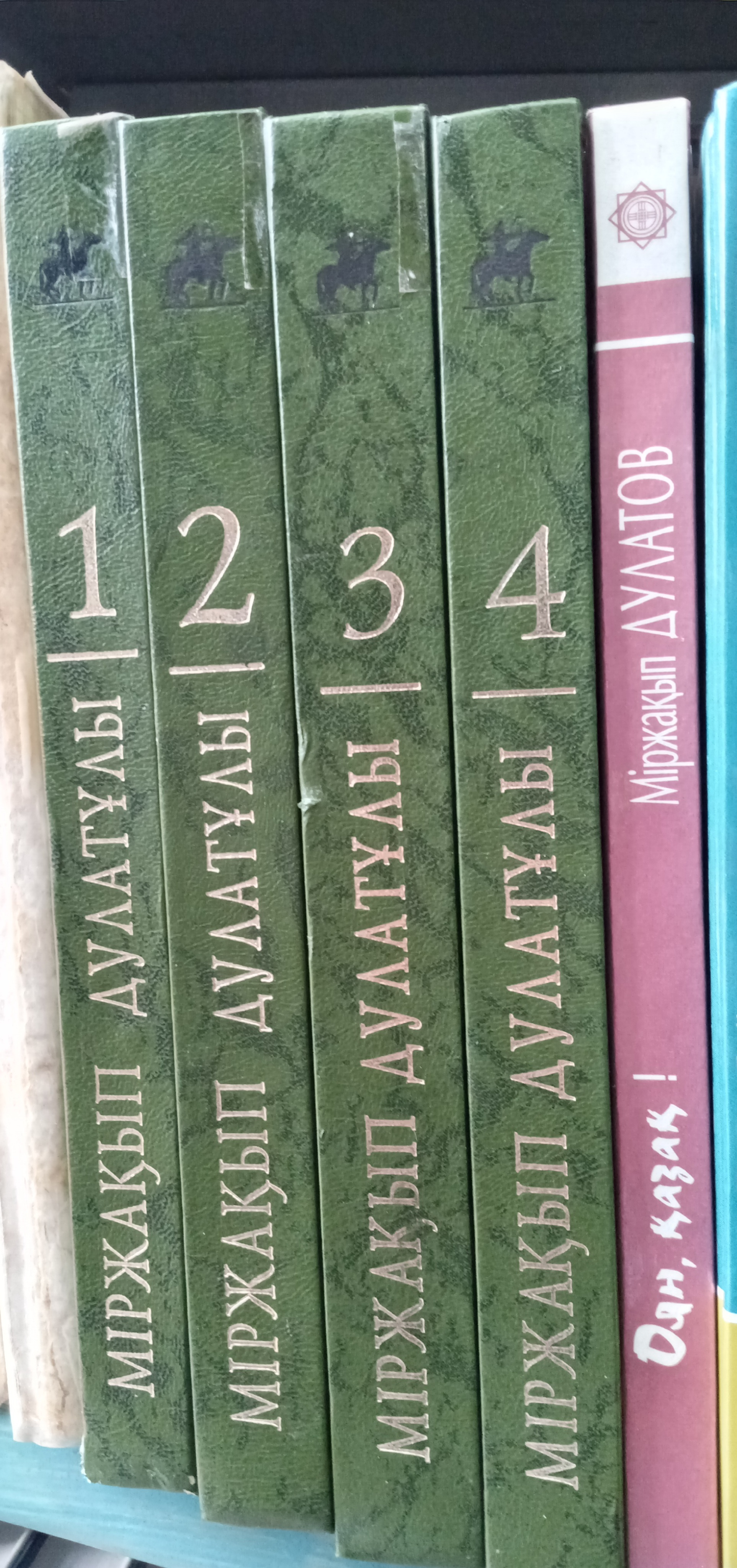
Собрание сочинений в 5 томах (первые 4 тома) + "Оян қазақ" (стихи, роман, рассказы). Алматы, Мектеп, 2002–2004; Алматы, Атамұра, 2003, 192 стр.

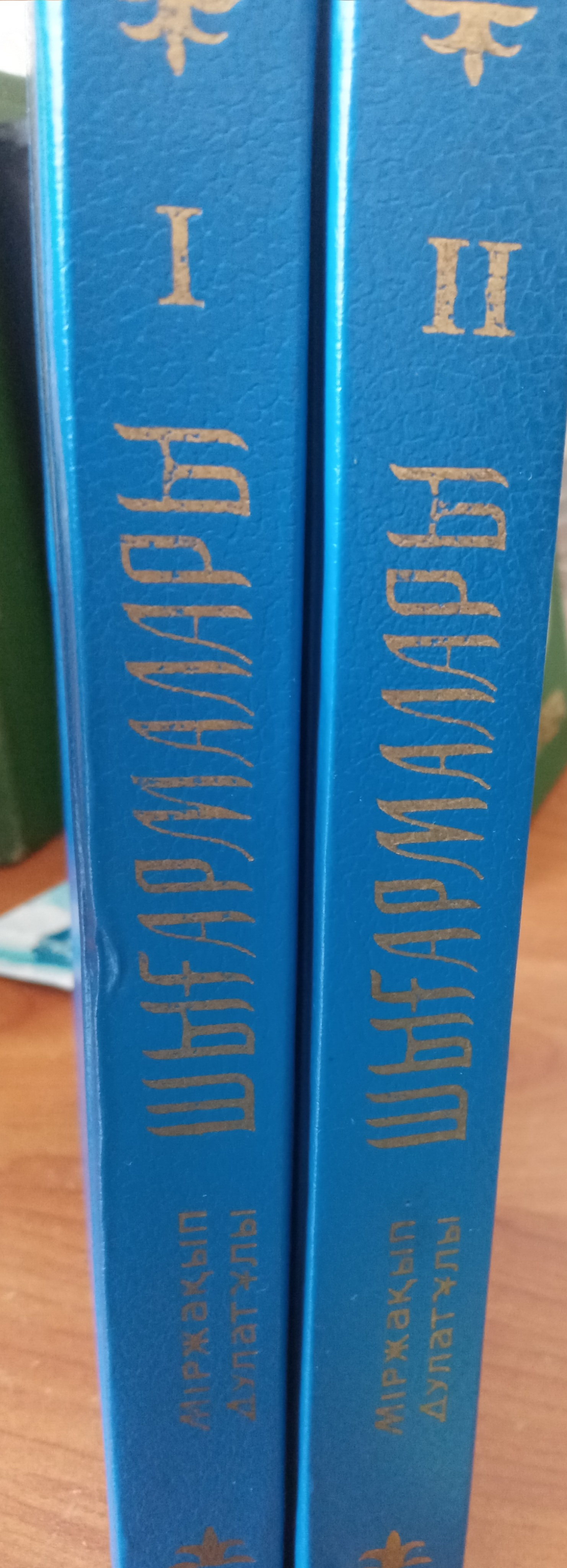
Миржакып Дулатулы. Сочинения в 2 томах. Алматы, издательство"Ғылым", 1996-1997, 280 страниц (1 том), 344 страниц (2 том).

- Oyan! Qazaq!, 1909(Ufa)
- Baqytsyz Jamal, 1910
- Oyan! Qazaq!, 1911(Omby)
- Azamat, 1913
- Terme, 1915
- Esep Kurali, 1922
- Kiyragat Kitabi, 1924

### Переиздания
- «Оян, казак», Алматы, Алтын Орда, 1991.
- "Оян қазақ".Алматы, издательство Атамұра, 2003.
- Миржакып Дулатулы. Шыгармалары (Сочинения в 2 томах), Алматы, Жазушы, 1991;
- Миржакып Дулатулы. Сочинения в 2 томах (Шығармалары). Алматы, издательство "Ғылым"; 1996-1997.
- Дулатов М. Избранное. Алматы, Гылым, 1991.
- Миржакип Дулатулы. Сочинения в 5 томах, Алматы, Мектеп, 2002—2004.
- Миржакып Дулатулы. Сочинения в 6 томах. Алматы, Мектеп, 2013; 2020 (переиздание).